# Zamiana ciał
Zamiana ciał (org. The Change-Up) – amerykański film komediowy z 2011 roku w reżyserii Davida Dobkina.

## Opis fabuły
Mitch i Dave są przyjaciółmi od czasów dzieciństwa, ale prowadzą odmienne życie. Dave jest szanowanym prawnikiem i ojcem rodziny, a Mitch pozostał dużym chłopcem bez stałej pracy. Pewnego dnia, po wspólnie spędzonej zabawie budzą się w nieswoich ciałach. Po początkowym zadowoleniu nową sytuacją odkrywają, że życie każdego z nich nie było tak idealne, jak się wydawało.

## Obsada
- Ryan Reynolds − Mitch Planko
- Jason Bateman − Dave Lockwood
- Leslie Mann − Jamie Lockwood
- Olivia Wilde − Sabrina McArdle
- Alan Arkin − ojciec Mitcha
- Mircea Monroe − Tatiana
- Ming Lo − Ken Kinkabe
- Sydney Rouviere − Cara Lockwood
- Andrea Moore − Sophia